# パーピュア

紋章のパービュア。左半分が色彩による表現。右半分がペトラ・サンクタの手法による表現。

パーピュア（英: 古英: 古仏: purpure）は色の一種である。紫の別名で、特に紋章学で用いられる。

## 語源
パーピュアという言葉は、ラテン語で紫色の染料の材料となる甲殻類、及びその染料で染められた衣類を意味する purpura から9世紀又はそれ以前に古英語に取り入れられた。さらに、ラテン語の purpura は、ギリシア語の porphýra を語源とする。その後、異化により2番目の -r- が -l- に変化し、現在の英語で紫を意味する purple となっている。貝紫色を参照。

## 紋章のパーピュア
パーピュアは紋章に使う紫色を表すティンクチャーであり、「原色 (colours) 」と呼ばれる種類のティンクチャーに属する。紫の中でも色味としてはおおよそ、パープルに相当する。なお、ティンクチャーとは紋章学における紋様の要素である原色・金属色・毛皮模様の総称である。
古典的な白黒の印刷物や硬貨の刻印をはじめとする彫刻では色を表すことができないため、ペトラ・サンクタの方法 (System of Petra Sancta) と呼ばれる手法では、パーピュアは紋章を見る側から向かって右上から左下の向きの斜め45度の平行線の領域として表される。さもなくば purp. といった省略形で示されることがある。
パーピュアは、次のものを表現するとされている。
- アメジスト（宝石）
- 水星（天体） - 水星はさらに、伝統的な錬金術/神秘学の伝承において水の元素又は水銀と関係している。

### 歴史

レオン王国の紋章

例えば、10世紀から13世紀に存在したレオン王国の紋章に紫色のライオンが描かれたことなど、パーピュアは紋章が使われるようになった時代の最も初期から存在したティンクチャーである。当時は、現在知られているパーピュアより灰色っぽい色合いに塗られていた。しかし、原色のティンクチャーの中でパーピュアは他の4色ほど一般的ではなく、このことでパーピュアを5つの共通色に数えなければならないかどうかに関して幾度か論争になったことがある。その少なくとも1つの例が、紋章記述の中で「インペリアル・パーピュア」として書き留められた色である。